# Zonopetala
Zonopetala é um gênero de traça pertencente à família Agonoxenidae.